# Intuición intelectual
La intuición intelectual dentro de la filosofía de Immanuel Kant,  es aquella forma de conocer el mundo de modo no sensible a través de unas facultades hipotéticas basadas en objetos racionales puros; en oposición a la intuición sensible, en la que se percibe el mundo a través de los sentidos.
- Datos: Q5919367